# Sebastianu Dalzeto
Sebastianu Dalzeto (Sébastien Nicolai, Bastia, 1875 - Ville-di-Pietrabugno, 1963) fou un escriptor cors. Va servir a l'Armada Francesa i fou molts anys funcionari colonial. És considerat autor de les primeres novel·les modernes de la literatura corsa, on retrata l'ascens social a la ciutat de Bastia.

## Obres
- Pesciu Anguilla, (rumanzu bastiese), 1930
- La Sposata, 1933
- Filidatu e Filimonda, 1963